# Acacia harpophylla

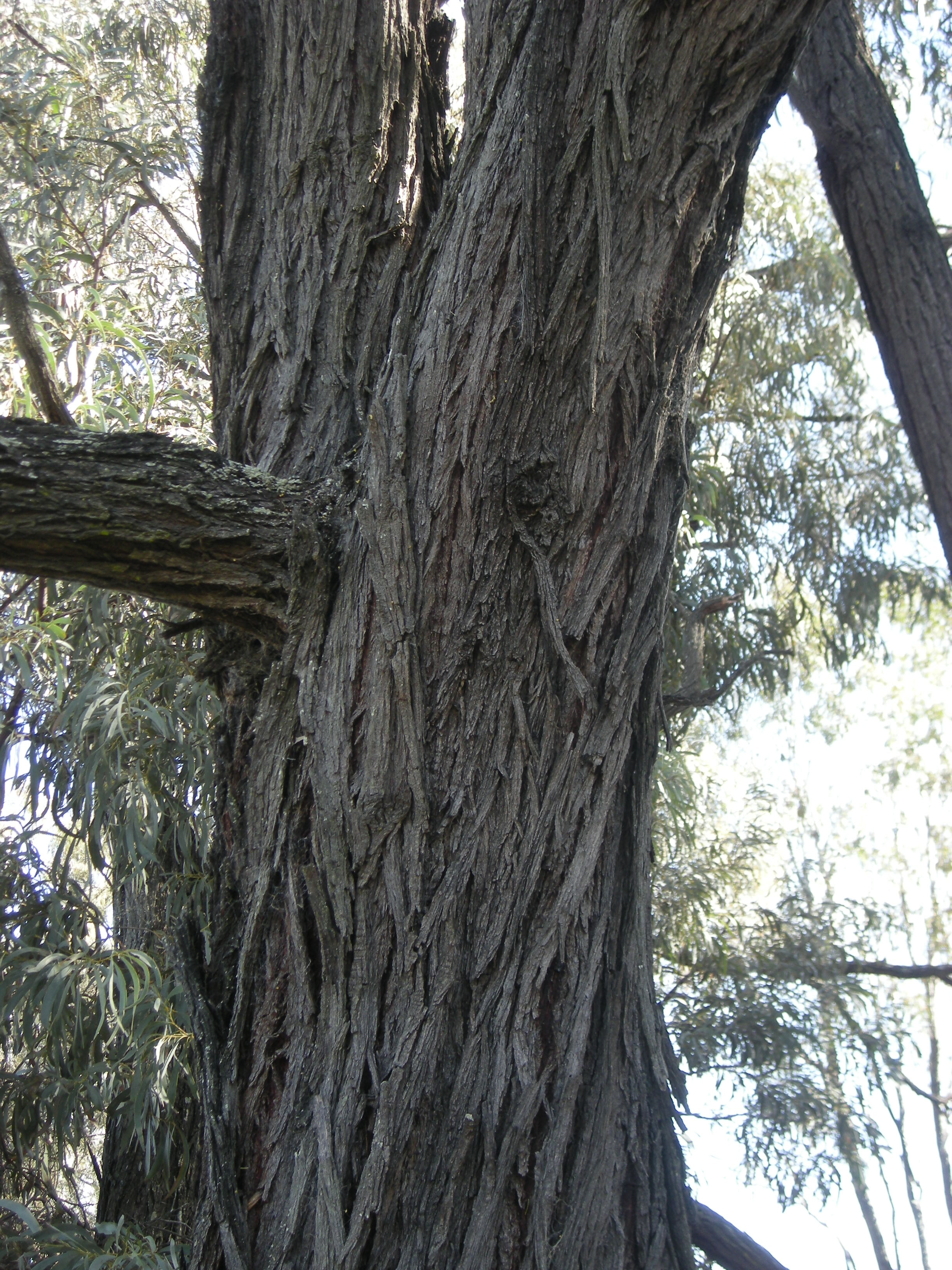
Corteza de brigalow

Acacia harpophylla, comúnmente conocida como brigalow u orkor, es un árbol endémico de Australia. El pueblo aborigen australiano Gamilaraay, lo denomina como barranbaa o burrii. Se encuentra en el centro y la costa de Queensland hasta el norte de Nueva Gales del Sur. Puede alcanzar hasta 25 m de altura y forma extensas comunidades de bosque abierto en suelos arcillosos.

## Descripción
El árbol es succionador de raíces y tiene una corteza dura, surcada y de color casi negro. Las ramillas glabras o peludas son angulares en las extremidades. Como la mayoría de las especies de Acacia, tiene filodios en lugar de hojas verdaderas. Los filodios coriáceos, seríceos y de hoja perenne tienen una forma falcada con una longitud de 10 a 20 cm y un ancho de 7 a 20 mm, y tienen muchos nervios estrechamente paralelos, con tres a siete de ellos más prominentes que los demás. Cuando florece, entre julio y octubre, produce inflorescencias condensadas en grupos de dos a ocho en racimos, generalmente apareciendo como racimos axilares. Las cabezas de flores esféricas tienen un diámetro de 5 a 8 mm y contienen de 15 a 35 flores de color dorado. Después de la floración, se forman vainas de semillas crustáceas y glabras que son subteretas y rectas o ligeramente curvadas. Las vainas se levantan y se contraen entre las semillas y tienen una longitud de hasta 20 cm un ancho de 5 a 10 mm, con nervios longitudinales. Las semillas suaves, opacas y de color marrón dentro de las vainas están dispuestas longitudinalmente y tienen una forma oblonga o ampliamente elíptica y son aplanadas pero gruesas con una longitud de 10 a 18 mm y tienen un funículo filiforme.

## Distribución y hábitat
Dos especies, el brigalow (A. harpophylla ) y el gidgee (A. cambagei) forman bosques abiertos en terrenos planos y suavemente ondulados en suelos arcillosos y franco arcillosos pesados y relativamente fértiles principalmente en la región de precipitaciones anuales de 300-700 mm del este de Australia. Estos bosques se extienden desde un extremo norte de 20°S hasta el norte de Nueva Gales del Sur. Los brigalows y gidgees ocurren como comunidades mixtas en algunas regiones y comúnmente se asocian con varias otras especies leñosas, incluidas especies de pisos superiores como Eucalyptus coolabah, E. cambageana, Casuarina cristata y una variedad de especies del sotobosque. A. tephrina, A. georginae y A. argyrodendron también ocupan hábitats similares y tienen hábitos y formas de crecimiento similares, pero están menos extendidos, mientras que varias otras especies de Acacia también forman comunidades estructuralmente similares.
Los brigalows viven en regiones costeras que reciben más de 900 mm de precipitación anual hasta regiones semiáridas de 500 mm de precipitación anual, aunque es principalmente una especie de zonas semiáridas.
En Nueva Gales del Sur se encuentra desde alrededor de Roto en el sur, hasta alrededor de Hungerford en el este y Willow Tree en el oeste a lo largo de la Gran Cordillera Divisoria. En Queensland se encuentra hasta Townsville por el norte.

## Taxonomía
La especie fue descrita formalmente por primera vez por el botánico George Bentham en 1864 como parte del trabajo Flora Australiensis. Fue reclasificada como Racosperma harpophyllum por Leslie Pedley y transferido al género Acacia en 2001. El espécimen tipo se recogió de los alrededores de Rockhampton. El epíteto específico se refiere a la forma falcada de los filodios del árbol.

## Respuesta al fuego
Las especies asociadas con estas comunidades de brigalows generalmente tienen una buena capacidad para rebrotar después de un incendio, y el brigalow brota libremente del peñón, raíces y tallos vivos en respuesta al daño del fuego. Tanto el gidgee como el blackwood, por el contrario, tienen una capacidad limitada para rebrotar después de un daño por fuego. Una excepción notable a la tolerancia al fuego de las comunidades de brigalow ocurre en lo que se conoce como matorrales de madera blanda, que son comunidades densas de brigalow y una variedad de especies particularmente sensibles al fuego. El fuego en cualquier bosque de brigalow o gidgee sería un evento raro en circunstancias naturales, ya que los pastos son, en el mejor de los casos, escasos en estas comunidades, que consisten en especies de Chloris, Paspalidium, Dicanthium, Sporobolus y Eragrostis.